# STS-49
La misión STS-49 fue el vuelo inaugural del transbordador espacial Endeavour.  El objetivo principal de esta misión de nueve días era recuperar el satélite Intelsat VI, que había fallado al dejar la órbita dos años antes, amarrarlo a una nueva etapa superior, y volver a lanzarlo hasta una órbita geosíncrona.  Después de varios intentos, se completó su captura con una actividad extravehicular de tres astronautas, la primera vez que tres personas de la misma nave salían al espacio exterior a la vez.  Hasta la STS-102 en 2001 se mantuvo como la EVA más larga jamás realizada.

## Tripulación
| Puesto                      | Astronauta                   | Astronauta                   |
| --------------------------- | ---------------------------- | ---------------------------- |
| Comandante                  | Daniel Brandenstein 4º vuelo | Daniel Brandenstein 4º vuelo |
| Piloto                      | Kevin P. Chilton 1.er vuelo  | Kevin P. Chilton 1.er vuelo  |
| Especialista de la misión 1 | Pierre J. Thuot 2º vuelo     | Pierre J. Thuot 2º vuelo     |
| Especialista de la misión 2 | Kathryn C. Thornton 2º vuelo | Kathryn C. Thornton 2º vuelo |
| Especialista de la misión 3 | Richard J. Hieb 2º vuelo     | Richard J. Hieb 2º vuelo     |
| Especialista de la misión 4 | Thomas D. Akers 2º vuelo     | Thomas D. Akers 2º vuelo     |
| Especialista de la misión 5 | Bruce E. Melnick 2º vuelo    | Bruce E. Melnick 2º vuelo    |

## Parámetros de la misión
- Masa:
  - Aterrizaje con la carga: 91.214 kg
  - Carga útil: 14.618 kg
- Perigeo: 268 km
- Apogeo: 341 km
- Inclinación: 28.35°
- Periodo: 90,6 min

### Caminatas espaciales
- Thuot y Hieb  - EVA 1
- EVA 1 Inicio: 10 de mayo de 1992 - 20:40 UTC
- EVA 1 Fin: 11 de mayo, - 00:23
- Duración: 3 horas, 43 minutos

- Thuot y Hieb  - EVA 2
- EVA 2 Inicio: 11 de mayo de 1992 - 21:05 UTC
- EVA 2 Fin: 12 de mayo - 02:35 UTC
- Duración: 5 horas, 30 minutos

- Thuot, Hieb y Akers  - EVA 3
- EVA 3 Inicio: 13 de mayo de 1992 - 21:17 UTC
- EVA 3 Fin: 14 de mayo - 05:46 UTC
- Duración: 8 horas, 29 minutos

- Thornton y Akers  - EVA 4
- EVA 4 Inicio: 14 de mayo de 1992 - ~21:00 UTC
- EVA 4 Fin: 15 de mayo ~05:00 UTC
- Duración: 7 horas, 44 minutos

## Galería

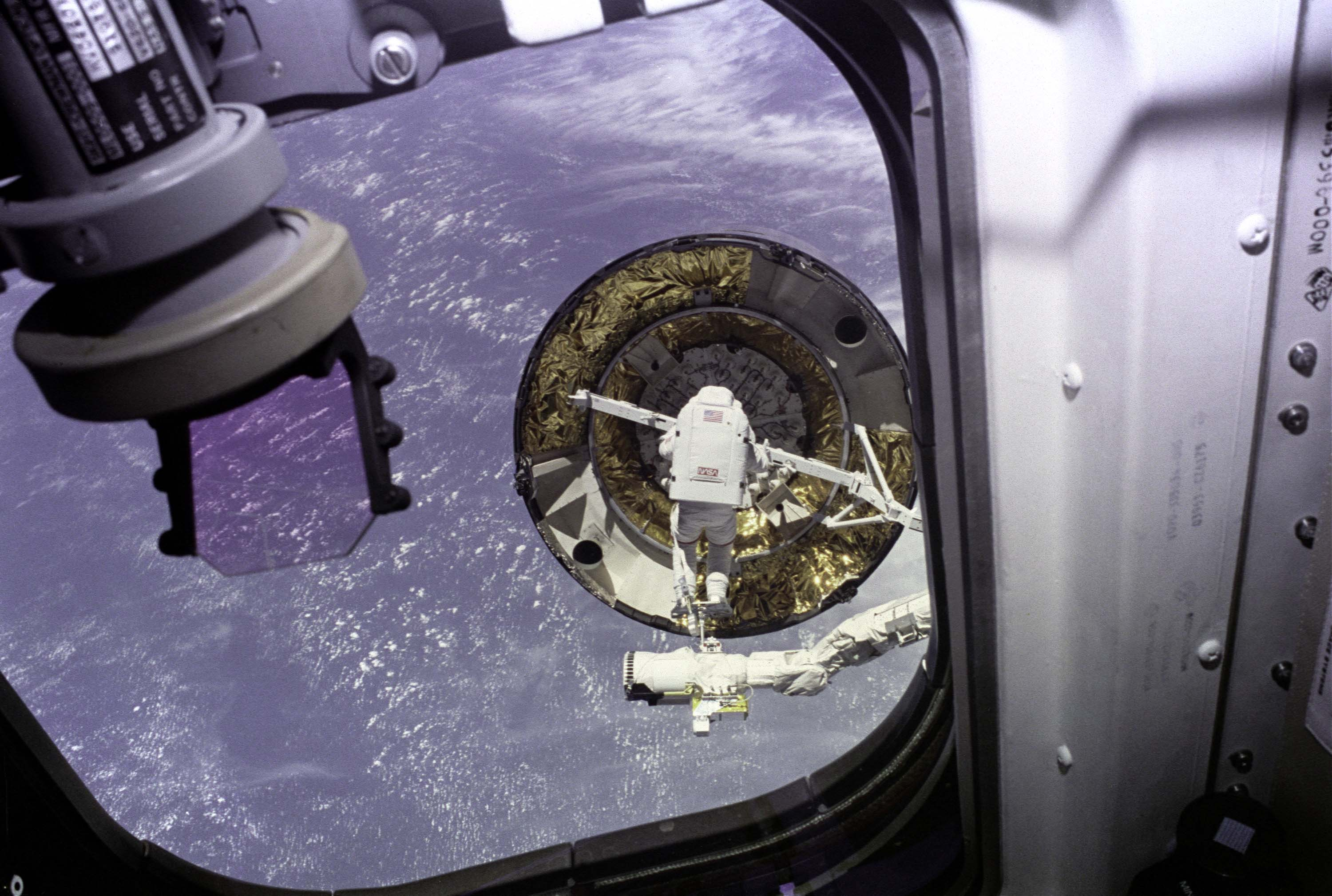
Thuot durante uno de los intentos de captura
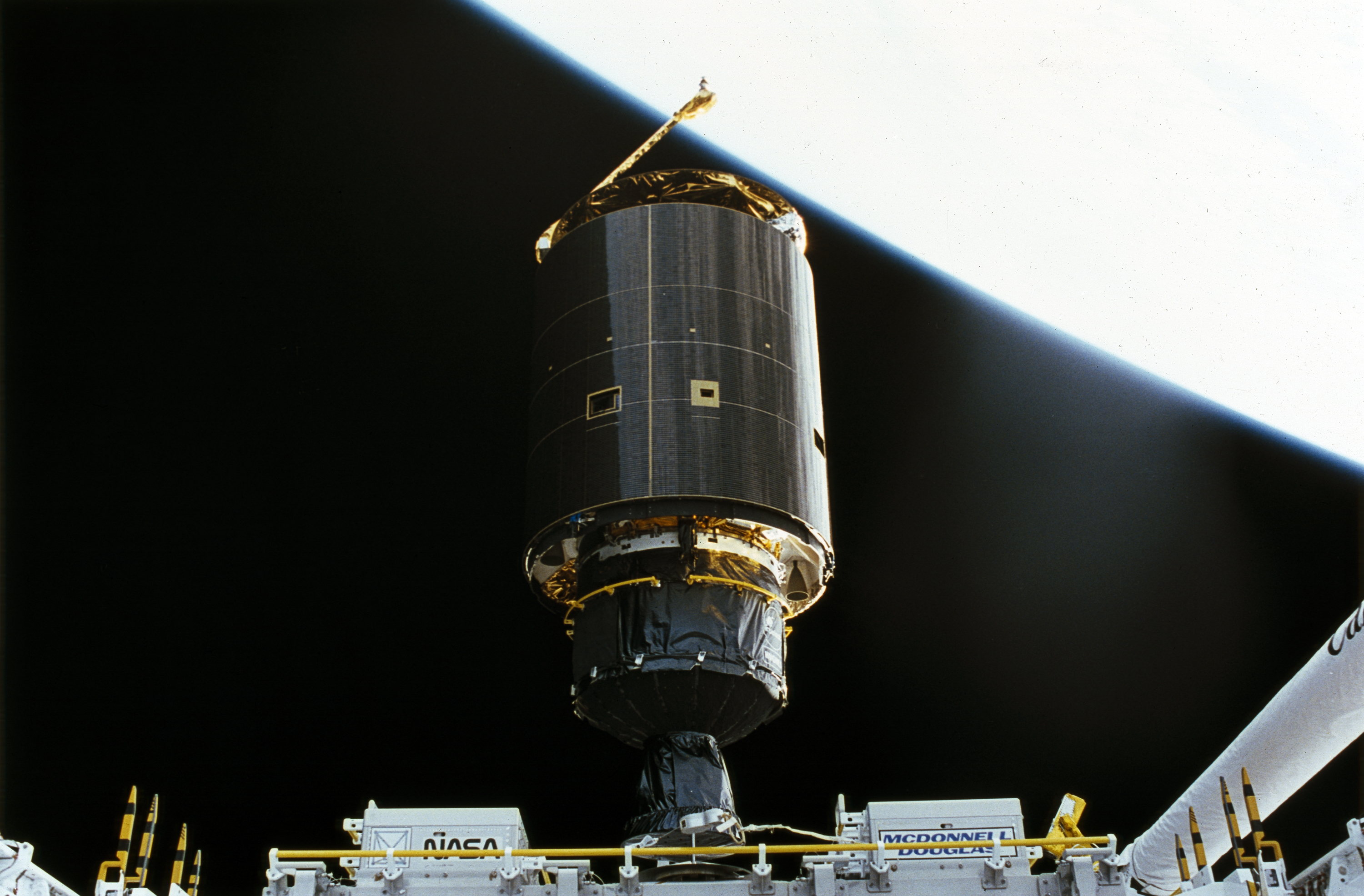
Re-despliegue del INTELSAT VI
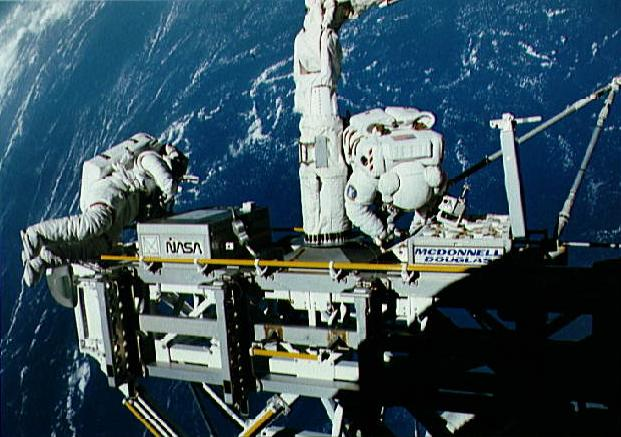
El ASEM es manipulado por el RMS; Thornton y Akers durante la EVA 4